# 2891 McGetchin
2891 McGetchin eller 1980 MD är en asteroid i huvudbältet som upptäcktes den 18 juni 1980 av den amerikanska astronomen Carolyn S. Shoemaker vid Palomar-observatoriet. Den är uppkallad efter amerikanen Thomas Richard McGetchin.
Asteroiden har en diameter på ungefär 35 kilometer.